# Lessingstadt
Als Lessingstadt werden in der Bundesrepublik Deutschland Orte bezeichnet, in denen der Dichter  Gotthold Ephraim Lessing geboren wurde bzw. maßgeblich gewirkt hat.

## Lessingstädte
- Kamenz,[1] Geburtsort Lessings
- Wolfenbüttel,[2] Bibliothekarsstelle der Bibliotheca Augusta